# 殿
殿（との）は、貴人の代名詞である。転じて、殿（-どの）は、人名や職名などの後に付けて敬称とする接尾語である。

## 貴人の代名詞
殿（との）は、貴人を敬って言う代名詞である。
元々は貴人の邸宅のことを指す語であるが、婉曲的にそこに住む貴人のことを指す。近代以前の日本では、人の名前を直接呼ぶことは非礼にあたり、特に公家や武士は相手を呼ぶときに官職名や相手の邸宅がある地名に「殿」をつけることが多く、その呼称が家名として定着した。
単に「殿」という表現は、平安時代には摂政や関白を指していた。次第に天皇だけを表していた「御所」という呼称が、上皇や大臣、公卿にも拡大して使われるようになるに伴い、「殿」という語も拡大して貴人一般を指す敬称になった。また、「殿」という敬称は武士の時代には主君のことを指すようになった。室町時代には御所、屋形などに次いで尊い敬称となった。江戸時代には大名や旗本を敬っていう語となり、それ以下の身分の者が称することは禁じられたが、農村では国人などの系譜を引く中世以来の有力豪農の隷属下にある人たちが主人を「殿」、子弟を「若殿」と呼ぶこともあった。
また、貴人だけでなく、女性が男性を（特に妻が夫を）敬って呼ぶ言葉としても使われた。今日でも「殿方」という言葉にこの用法が残っている。

## 人名や官職名に付く敬称
殿（-どの）は、人名や官職名などに付けてその人に対する敬意を表す接尾語である。「山田殿」「社長殿」などのように使う。書き言葉、とりわけ公文書や表彰状のような厳格な書状の宛名に使われることがほとんどで、現代では話し言葉や私信ではほとんど使われない。
歴史的には上記の代名詞としての「殿」から転じたもので、平安時代には「関白殿」のようにかなり身分の高い公卿の官職名や住居名に付けて用いられた。鎌倉時代には対象が広がり、武家の官職や住居のみならず、官位を持たない者の人名にも直接付けるようになった。室町時代末期には「殿」は形式的となり、より敬意の強い「様」も併用されるようになった。江戸時代には書類語として手形や証文などに「殿」が使われており、その書体（楷書・行書・草書・平仮名）によって身分や敬意の度合いが区別されていた。
明治21年10月、陸軍省が発行した軍隊内務書（陸軍の内務規則）に「殿」の用法が定められた。当時の「殿」は、陛下（天皇・三后）、殿下（皇族）および閣下（華族・将官）に次ぐ公的な敬称として定義されており、上長官（佐官）以下が対象であった。口頭としては上級者・古参者が対象であり、二人称、三人称ともに「殿」を付けることが基本とされたが、中間の者が上官の命令を部下に伝えるときには上官の職名のみを言うように、場合によっては職名や階級のみで呼ぶこともできた。公文書の宛名の敬称としては、身分や階級を問わず将官をも含めて「殿」が用いられた。
以降、官公庁から個人への通知においても一般的には「殿」が使われてきた。しかし、昭和27年には、国語審議会建議で「殿」を「様」に改めようとする動きがあり、これに倣った地方自治体では昭和40年頃より「様」を使うことが増えてきている。一方で、平成23年3月には文部科学省が『公文書の書式と文例』を提示しており、文科省が発行する公文書式については、職名宛てまたは個人宛ての敬称を「殿」と定めている。今日でも「殿」は公文書で目上・目下に関わらず用いられてはいるが、目下の者への私信に用いるとも説明されることから、認識の齟齬を避けたい場合には「様」を使うのが無難である。